# Horst Schade
Horst Schade (* 10. Juli 1922 in Döbeln; † 28. Februar 1968 in Bayreuth) war ein deutscher Fußballspieler. Der Mittelstürmer erzielte von 1947 bis 1956 in der damals erstklassigen Fußball-Oberliga Süd für die Vereine SpVgg Fürth und 1. FC Nürnberg in 208 Ligaspielen 156 Tore. Von 1951 bis 1953 kam er in der deutschen Fußballnationalmannschaft unter Bundestrainer Sepp Herberger dreimal zum Einsatz und schoss ein Tor.

## Laufbahn

### Vereine
Horst Schade kam über die Station Döbelner SC, den er im Mai 1941 in die Gauliga Sachsen geschossen hatte in einer nicht unumstrittenen  „Blitzaktion“ zum Dresdner SC, und lief bereits am 25. Mai 1941 in der Endrunde um die deutsche Fußballmeisterschaft für den Meister aus Sachsen im 2. Entscheidungsspiel der Gruppensieger gegen VR Gleiwitz ein. Beim 3:0-Auswärtserfolg erzielte er sofort zwei Treffer. Am 8. Juni konnte er im Halbfinale in Beuthen an der Seite von Helmut Schön die 1:2-Niederlage gegen SK Rapid Wien nicht verhindern. In der Gauligarunde 1941/42 erzielte er in 18 Einsätzen 18 Tore, konnte aber als Soldat der Luftwaffe an weiteren Endrundenspielen nicht mehr teilnehmen. Im Oktober 1944 tauchte Schade als Gastspieler kurz bei Union Oberschöneweide auf. Er geriet in sowjetische Kriegsgefangenschaft, aus der er Ende 1945 zurückkehrte. Nach kurzem Gastspiel bei der SG Döbeln und Aktivität bis Dezember 1947 bei FC Maxhütte-Haidhof schloss er sich im Januar 1948 der SpVgg Fürth in der Oberliga Süd an. Dort entwickelte sich der Stürmer zum Torgaranten. Zwar konnte er in der Rückrunde der „Mammut-Runde“ 1947/48 mit insgesamt 38 Spieltagen in einer 20er-Staffel, mit seinen 18 Toren in 18 Spielen den Abstieg des Fürther Traditionsvereins nicht verhindern, aber die Ronhof-Elf hatte ab sofort mit dem Sachsen einen herausragenden Torschützen in ihren Reihen. Im ersten Jahr der Bayernliga, 1948/49, belegte er mit 50:10 Punkten mit der „Kleeblattelf“ hinter Meister SSV Jahn Regensburg den zweiten Rang. In 30 Ligaspielen hatte die Spielvereinigung 113 Tore erzielt, Mittelstürmer Schade alleine 57 Treffer. In den anschließenden sechs Aufstiegsspielen zur Oberliga Süd gegen Kassel 03, 1. FC Pforzheim und den FV Zuffenhausen war er nochmals 15 Mal erfolgreich.
1950 wurde er mit 21 Treffern vor Vereinskamerad Otto Brenzke (20 Tore) Torschützenkönig der Oberliga Süd und zog als Süddeutscher Meister mit den Fürthern in die Endrunde um die deutsche Meisterschaft ein. Dort unterlag die Spielvereinigung mit Trainer Helmut Schneider erst im Halbfinale gegen den VfB Stuttgart. Auch im Wettbewerb des Länderpokal 1949/50 war er in der siegreichen Elf von Bayern – Finale am 19. März 1950 vor 89.000 Zuschauern in Stuttgart gegen die Pfalz – der überragende Torjäger. In vier Spielen erzielte er sieben Tore, darunter die zwei Treffer zum 2:0-Finalsieg. Mit 27 Treffern steigerte er in der Saison 1950/51 seine Trefferquote, aber Max Morlock gewann neben der Südmeisterschaft auch mit 28 Treffern die Torjägerkrone im Süden. In der Oberligasaison 1952/53 konnte er erneut mit 22 Treffern Torschützenkönig werden. Fürth verpasste als Dritter den Einzug in die Endrunde. In seinen insgesamt fünf Oberligajahren mit der SpVgg Fürth erzielte Schade 104 Tore in 129 Spielen. In den Jahren 1950 und 1951 zeigte er seine Klasse und Torgefährlichkeit auch in zwei Endrunden um die deutsche Meisterschaft. In insgesamt neun Spielen erzielte Schade für Fürth fünf Tore. Am 20. Mai 1951 zeichnete er sich beim 4:1-Erfolg gegen den FC St. Pauli als dreifacher Torschütze aus. Walter Dzur war als Mittelläufer der Abwehrchef der Millerntor-Elf.
1953 wechselte Schade zum Erzrivalen 1. FC Nürnberg, was die Fürther Verantwortlichen so sehr entsetzte, dass in den Wechselvertrag eine Klausel eingebaut wurde, wonach in den folgenden fünf Jahren kein Spielerwechsel zwischen beiden Vereinen stattfinden durfte. Von 1953 bis 1956 erzielte der Torjäger für den „Club“ in 79 Oberligaspielen 52 Tore; in der Saison 1953/54 wurde er erneut mit 22 Treffern Torschützenkönig in der Oberliga Süd. Schade wird als ungemein trickreicher, technisch versierter und nicht zuletzt beeindruckend schussstarker Mittelstürmer beschrieben, der buchstäblich aus allen Lagen auf das gegnerische Tor zielte, und zudem als ausgewiesener Freistoß-Experte galt.
1956 verließ Schade die Nürnberger, um fortan als Spielertrainer beim 1. FC Bayreuth zu arbeiten. In der Saison 1957/58 führte er die Schwarz-Weißen zum Aufstieg in die Bayernliga. Für den Aufsteiger erzielte er 1958/59 28 Tore und wurde Vizemeister. Außerdem arbeitete er zwischen 1959 und 1961 als Trainer an seiner alten Wirkungsstätte bei der SpVgg Fürth, in der Fußball-Oberliga Süd.

### Auswahlspiele und Nationalmannschaft
Schade lief erstmals am 2. Oktober 1949 in München vor 40.000 Zuschauern in einem Repräsentativspiel zwischen Süddeutschland und Norddeutschland in der Oberligaära auf. Er spielte an der Seite von Hans Pöschl, Brenzke, Ludwig Janda und Karl Barufka in der süddeutschen Auswahl als Mittelstürmer und erzielte beide Tore beim 2:2-Remis. Vom 14. bis 19. November 1949 nahm er unter Sepp Herberger am ersten Nachkriegslehrgang in der Sportschule in Duisburg teil. Stürmer wie Alfred Preißler, Alfred Kelbassa, Fritz Walter, Ottmar Walter, Hans Schäfer, Max Morlock, Pöschl, Felix Gerritzen, Barufka, Rolf Blessing, Rudolf de la Vigne und Bernhard Klodt wurden dabei von Herberger unter die Lupe genommen. Am 12. November 1950 stand er in der süddeutschen Auswahl beim Spiel gegen Westdeutschland (5:4). Er gehörte dem Kader des ersten Nachkriegsländerspiels am 22. November in Stuttgart gegen die Schweiz an; zum Einsatz kam er nicht, Ottmar Walter spielte auf seiner Position. Am 18. März 1951 gewann er mit dem Süden in Duisburg gegen Westdeutschland mit 4:0 Toren; er nahm vom 2. bis 6. April in Duisburg an einem Nationalmannschaftslehrgang teil, in deren Rahmen am 4. April in Essen ein inoffizielles Länderspiel gegen das Saarland ausgetragen wurde. Die DFB-Auswahl trat im Angriff mit Gerritzen, Josef Röhrig, Schade, Fritz Walter und Schäfer an und gewann mit 7:1 Toren. Schade erzielte zwei Tore. Am 15. April 1951 kam er in dem Länderspiel gegen die Schweiz in Zürich in der 70. Minute als Einwechselspieler für Klodt zu seinem Debüt in der Nationalelf. Zwei Monate später, am 17. Juni in Berlin, kam er im Spiel gegen die Türkei zu seinem zweiten Einsatz in der deutschen Fußballnationalmannschaft als Aktiver der SpVgg Fürth. Zwar waren das nach dem Zweiten Weltkrieg erst das zweite und dritte Länderspiel für die deutsche Nationalmannschaft, jedoch kam Schade in der Folgezeit nicht mehr an Ottmar Walter vorbei. Am 11. Oktober 1953 erlebte er seinen dritten und letzten Länderspieleinsatz. Es war das Weltmeisterschaftsqualifikationsspiel in Stuttgart gegen das Saarland. Der deutsche Angriff trat ohne die Walter-Brüder in der Besetzung mit Helmut Rahn, Morlock, Schade, Karl-Heinz Metzner und Schäfer an. In der 71. Spielminute erzielte Schade das Tor zum 3:0-Endstand.
Anfang Mai 1954 wurde er vom DFB im 40er-Kader an die FIFA gemeldet. Als Mittelstürmerrivalen gehörten noch Ottmar Walter, Ulrich Biesinger, Johann Zeitler und Oswald Traub dem Kader an. Zur Fußballweltmeisterschaft in die Schweiz fuhren lediglich Walter und Biesinger; die Nichtnominierung von Schade war umstritten.
Im Alter von 45 Jahren verstarb Horst Schade an einem Herzinfarkt.